# Buschhase

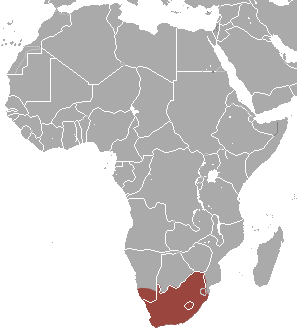
Verbreitungskarte des Buschhasen

Der Buschhase (Lepus saxatilis) ist eine Säugetierart aus der Familie der Hasen (Leporidae). Er ist in Afrika südlich der Sahara mit Ausnahme der stark bewaldeten Gebiete in West- und Zentralafrika verbreitet.

## Beschreibung
Das Fell des Buschhasen ist an der Oberseite graubraun gefärbt und hat schwarze Sprenkelungen, die Unterseite ist weißlich. Die Oberseite des buschigen Schwanzes ist schwarz, die Unterseite ebenfalls weiß. Auf der Stirn befindet sich üblicherweise ein weißer Fleck.
Der Buschhase ähnelt damit stark dem Kaphasen, ist aber meistens das in der jeweiligen Region größere Tier. Die Größe schwankt je nach Gebiet, wobei die größten Tiere im Südwesten Afrikas zu finden sind. Ausgewachsene Exemplare erreichen dort eine Kopfrumpflänge von 60 cm.

## Lebensweise
Buschhasen bevorzugen offene Wälder und buschige Biotope, aber auch kultiviertes Land. Normalerweise sind Buschhasen Einzelgänger. Nur in Gebieten mit einem Überangebot an Nahrung können sie in größerer Anzahl angetroffen werden. Die Tiere sind nachtaktiv und ernähren sich hauptsächlich von Gras, obwohl auch andere Pflanzen gefressen werden.

## Vorkommen
Das Verbreitungsgebiet des Buschhasen liegt in Südafrika, Lesotho, Eswatini und im südlichen Namibia. Unter anderem ist die Art in den Nationalparks Bontebok, Mountain Zebra, Willem Pretorius, Hluhluwe/iMfolozi, Kruger, Pilanesberg, Kgalagadi (Kalahari), Etosha, Moremi, Chobe, Hwange, Mana Pools, Kafue, South Luangwa, Tsavo, Ngorongoro, Serengeti,
Virunga, Masai Mara und Nairobi zu finden.